# Varandéi
Varandéi (en ruso: Варандей) es una localidad de Nenetsia, en Rusia. Se encuentra al este de Nenetsia, siendo bañanada por el mar de Pechora y servida por el Aeropuerto de Varandéi.
Fundada a mediados de los años noventa, Varandéi fue creada inicialmente como un puerto de cabotaje a lo largo de la ruta del Noreste. Posteriormente se descubrieron importantes yacimientos de petróleo en la zona, siendo comprado por LUKoil, que instaló una terminal para petroleros que cubren viajes desde Murmansk y Arcángel a Varandéi. 
- Datos: Q3327106